# أرمورد كور: لاست ريفن
أرمورد كور: لاست ريفن، هي لعبة فيديو يابانية صدرت عام 2005 حصرياً لأجهزة بلاي ستيشن 2 و في 2010 لبلاي ستيشن بورتبل، اللعبة من تطوير ونشر شركة فروم سوفتوير.

## روابط خارجية
- الموقع الرسمي
 باللغة اليابانية
- Armored Core: Last Raven at FromSoftware
- Armored Core: Last Raven at MobyGames